# Kellemetlen karácsonyi ünnepek
A Kellemetlen karácsonyi ünnepek (eredeti cím: A Merry Friggin' Christmas, más címen: A Merry Christmas Miracle) 2014-es amerikai filmvígjáték, amelyet Tristram Shapeero rendezett és Phil Johnston írt. A főszerepben Joel McHale, Lauren Graham, Clark Duke, Oliver Platt, Wendi McLendon-Covey, Tim Heidecker, Candice Bergen és Robin Williams látható. A filmet 2014. november 7-én mutatta be a Phase 4 Films. Általánosságban negatív véleményeket kapott a kritikusoktól.

## Cselekmény
Boyd Mitchlernek az elidegenedett családjával kell töltenie a karácsonyt. Miután rájön, hogy a fia minden ajándékát otthon hagyta, apjával útnak indul, hogy még napfelkelte előtt megtegye a 8 órás körutazást.

## Szereplők
| Szerep           | Színész              | Magyar hang        |
| ---------------- | -------------------- | ------------------ |
| Boyd Mitchler    | Joel McHale          | Fekete Zoltán      |
| Virgil Mitchler  | Robin Williams       | Mikó István        |
| Luann Mitchler   | Lauren Graham        | Pápai Erika        |
| Donna Mitchler   | Candice Bergen       | Menszátor Magdolna |
| Nelson Mitchler  | Clark Duke           | Szvetlov Balázs    |
| Dave Mitchler    | Tim Heidecker        | Seder Gábor        |
| Shauna Mitchler  | Wendi McLendon-Covey | Solecki Janka      |
| Douglas Mitchler | Pierce Gagnon        | Pál Dániel Máté    |
| Pam Mitchler     | Amara Miller         | Károlyi Lili       |
| Rance Mitchler   | Ryan Lee             | Bogdán Gergő       |
| Vera Mitchler    | Bebe Wood            | Koller Virág       |
| Hobo Santa       | Oliver Platt         | Csankó Zoltán      |
| Farhad           | Amir Arison          | Kisfalusi Lehel    |
| Zblocki járőr    | Mark Proksch         | Seszták Szabolcs   |
| Glen             | Gene Jones           | Kajtár Róbert      |
| Hóember (hangja) | Jeffrey Tambor       |                    |

## A film készítése
A forgatás 2013 áprilisában kezdődött a Georgia állambeli Atlantában. Williams 2014. augusztus 11-én halt meg, mielőtt a filmet bemutatták volna, és az ő emlékének szentelték.

## Bemutató
A filmet a Phase 4 Films adta ki 2014. november 7-én. Ez az első film Robin Williams főszereplésével, amelyet 2014. augusztus 11-én bekövetkezett halála után mutattak be.

## Fordítás
- Ez a szócikk részben vagy egészben  az   A Merry Friggin' Christmas című angol Wikipédia-szócikk fordításán alapul.  Az eredeti cikk szerkesztőit annak laptörténete sorolja fel. Ez a jelzés csupán a megfogalmazás eredetét és a szerzői jogokat jelzi, nem szolgál a cikkben szereplő információk forrásmegjelöléseként.